# Bobby Troup
Robert Wesley "Bobby" Troup Jr. (Harrisburg, Pennsylvania, 18 de octubre de 1918 - Sherman Oaks, California, 7 de febrero de 1999) fue un actor, pianista, cantante, compositor y director de big band estadounidense de jazz. Es conocido especialmente como compositor del tema "(Get Your Kicks On) Route 66", y por su papel del doctor Joe Early en la serie de televisión de los años 1970, Emergency!.
Su primera composición en conseguir éxito, fue el tema "Daddy", compuesto en 1941, que fue grabado, entre otras, por las bandas de Sammy Kaye (que se mantuvo 8 semanas en el n.º 1 de Billboard), Glenn Miller y las Andrews Sisters. Otros temas suyos fueron grabados por Frank Sinatra y Tommy Dorsey. Pero sería "Ruta 66", grabado a finales de los años 1940 por el Nat King Cole Trio el tema que, definitivamente, lo convertiría en una figura reconocida. Durante los años 1950, desarrolló su carrera como pianista, cantante y director de big bands dentro del estilo West Coast jazz, colaborando con los principales músicos del género (Shorty Rogers, Richie Kamuca, Bud Shank, Bob Cooper, Bob Enevoldsen, Frank Rossolino, Red Norvo, Barney Kessel, Shelly Manne, etc.). También produjo a su esposa, la cantante Julie London, con la que consiguió un nuevo hit con la composición de Arthur Hamilton, "Cry me a River" (1955).
En esa misma época comenzó a participar en producciones de televisión (especialmente en la cadena NBC), colaborando en las bandas sonoras pero, también, actuando ("The Five Pennies" o "The Gene Krupa Story", 1959). Ya en los años 1960, participó como actor en series de televisión como "Acapulco", "MASH", "Dragnet" o "Emergency".

## Discografía
- 1955 Bobby Troup, (Bethlehem)
- 1955 Bobby Troup Sings Johnny Mercer, (Bethlehem)
- 1955 The Distinctive Style of Bobby Troup, (Bethlehem)
- 1955 Bobby Troup and His Trio, (Liberty)
- 1955 The Feeling of Jazz, (Star Line)
- 1957 Bobby Swings Tenderly, (Mode)
- 1957 Sings Johnny Mercer, (Bethlehem)
- 1957 In a Class Beyond Compare, (Audiophile)
- 1958 Stars of Jazz, (RCA)
- 1958 Here's to My Lady, (Liberty)
- 1958 Bobby Troup and His Jazz All-Stars, (RCA Victor)
- 1959 Cool, (Interlude)